# 暗闇から手をのばせ
『暗闇から手をのばせ』（くらやみからてをのばせ）は、身体障害者専門のデリヘル嬢の目を通して、障害者たちの姿と触れ合いを描いた日本映画。2013年3月23日公開。ドキュメンタリー番組のディレクターである戸田幸宏が、自ら取材した内容を元に脚本を執筆、初監督作品として映画化。NHKのドキュメンタリー番組として企画提案したが拒絶されたためフィクション化し、自己資金で製作した。第23回ゆうばり国際ファンタスティック映画祭オフシアター・コンペティション部門でグランプリとシネガーアワードを受賞。

## ストーリー
一般客より楽そうという理由で障害者専門に鞍替えしたデリヘル嬢の沙織（小泉麻耶）。デリヘル店「ハニーリップ」の新人として店長の津田（津田寛治）と客の家を訪ねる。最初の客は進行性筋ジストロフィーの水谷（管勇毅）。シャツを脱がせると全身にタトゥー。自分の体なのだから好きにしたいと思って彫ったという。次の客の中嶋（ホーキング青山）は風俗を楽しむ常連客。禁止されている本番をねだり、周囲からの好奇の目も気にしない。バイク事故で脊椎を損傷した健司（森山晶之）は将来を儚み自宅に引きこもっている。女性との接触で回復するのではないかと願う母親（松浦佐知子）にうんざりしている。

## キャスト
沙織
演 - 小泉麻耶
新人のデリヘル嬢。本作では障害者相手のデリヘルの仕事をしているが、津田の店に来る前は健常者相手の一般的なデリヘル嬢として働いていた。少々お節介な性格で時に勇み足な行動を取ることがある。
津田
演 - 津田寛治
障害者専門デリヘル「ハニーリップ」店長。元々一般的なデリヘルを経営していたが、それなりに需要が見込める障害者相手の風俗店に同業者がほとんどいないことに目をつけて障害者専門のデリヘル店に変えた。
水谷
演 - 管勇毅
進行性筋ジストロフィーの客。34歳。髪色は、金髪。同じ病気の親友が若くして亡くなっており、彼について沙織に話す。
中嶋
演 - ホーキング青山
先天性多発性関節拘縮症の常連客。デリヘルのサービスを受ける直前まで、津田が毎回部屋に来るのを煩わしく感じている。色々と語ることが好きでよく喋る。
健司
演 - 森山晶之
脊椎損傷の客。自身の障害について母親と認識にズレがあることに悩んでいる。自暴自棄気味で周りに反発するような態度を取る。
裕美子
演 - 松浦佐知子
健司の母。息子がデリヘルを利用することを公認しており、割り切っている。やや過保護な性格で心配するあまり息子との距離感が上手く掴めないでいる。
小西
演 - モロ師岡
沙織のストーカー。車椅子に乗った身体障害者を装って沙織を指名し、ホテルの個室で2人きりになるとナイフで脅す。沙織が以前いたデリヘル店でよく指名しており自身によると「700万円貢いだ」とのこと。

## スタッフ
- 製作・監督・脚本：戸田幸宏
- プロデューサー：太田隆文、戸田幸宏
- 撮影：はやしまこと（J.S.C）
- 照明：吉角荘介
- 録音：丸池嘉人
- 美術：竹内悦子
- 編集：坂本久美子
- 整音・音響効果：小牧修二
- 助監督：下條岳
- 製作担当：白取知子
- スタント・コーディネーター：玉寄兼一郎
- 衣裳・ヘアメイク：おかもと技粧
- 衣裳・小道具協力：小泉麻耶
- 制作デスク：三浦陽子
- 監修：安藤信哉・加藤純平・伊澤崇
- 主題歌：「爆音ヘッドフォン」歌：転校生
- 挿入歌：「きみにまほうをかけました」歌：転校生
- 音楽プロデューサー：佐藤聡（EASEL LLC）
- 協力プロデューサー：狩野善則
- 製作：戸田幸宏事務所
- 配給・宣伝：SPOTTED PRODUCTIONS

## リリース
- DVD『暗闇から手をのばせ』（2014年1月8日、販売元：アミューズソフトエンタテインメント）特典映像を収録。